# Daniel S. Schechter
Daniel Scott Schechter (* 1962 in den USA) ist ein US-amerikanischer und Schweizer Psychiater, Psychoanalytiker und Forscher, der sich auf Kinderpsychiatrie spezialisiert hat. Er ist Professor an der medizinischen Fakultät der New York University und der Universität Lausanne.

## Leben
Schechter studierte an der Columbia University, wo er 1983 seinen Bachelor of Arts und 1987 seinen Master of Arts erhielt. Sein Medizinstudium schloss er 1991 mit dem M.D. ab. Schechter spezialisierte sich auf Kinderpsychiatrie, posttraumatische Belastungsstörungen und Psychotherapie. Er wurde 2010 an der Universität Genf für Psychiatrie habilitiert. Er ist bekannt für seine Artikel über Gewaltbedingte Traumata in der Generationenfolge, und das Trauma der Kinder, die den 11. September 2001 erlebt haben. Er analysierte wie die Trennungsangst von Kleinkindern eine starke posttraumatische Belastungswirkung bei den traumatisierten Eltern bringen könnte.

## Publikationen (Auswahl)
- Überlegungen zur traumatisch verzerrten Intersubjektivität.  In: P Bründl & F Pedrina (Eds.) Abklärung-Diagnose-Fallbeschreibung: Forschung und Behandlungsplan. Jahrbuch der Kinder- und Jugendlichen Psychoanalyse.  Munich: Brandes & Apsel, Frankfurt am Main 2017 (im Druck).
- mit Sandra Rusconi Serpa: Affektive Kommunikation traumatisierter Mütter mit ihren Kleinkindern. Auf dem Weg hin zu einer präventiven Intervention für Familien mit hohem Risiko intergenerationeller Gewalt. In: Marianne Leuzinger-Bohleber et al. (Hrsg.): Embodiment. Ein innovatives Konzept für Entwicklungsforschung und Psychanalyse. Vandenhoeck & Ruprecht, Göttingen 2013, S. 230–263, DOI:10.13109/9783666451300.230.
- mit Erica Willheim: When parenting becomes unthinkable: intervening with traumatized parents and their toddlers. In: Journal of the American Academy of Child and Adolescent Psychiatry. 48(3)/2009, ISSN 0890-8567, S. 249–253.
  - deutsch: Wenn Elternschaft undenkbar wird. Arbeit mit traumatisierten Eltern und ihren Kleinkindern. In: Peter Bründl et al. (Hrsg.)Elternschaft. Klinische und entwicklungspsychologische Perspektiven (= Jahrbuch der Kinder- und Jugendlichen-Psychoanalyse. Bd. 5). Brandes & Apsel, Frankfurt am Main 2016, S. 55–65.2.
- mit anderen: Distorted maternal mental representations and atypical behavior in a clinical sample of violence-exposed mothers and their toddlers. In: Journal of trauma & dissociation. ISSN 1529-9740, Bd. 9 (2008), H. 2, S. 123–147.
- mit anderen: Traumatized mothers can change their minds about their toddlers: Understanding how a novel use of videofeedback supports positive change of maternal attributions. In: Infant mental health journal. ISSN 0163-9641, Bd. 27 (2006), H. 5, S. 429–447.